# إدي بولاند
إدي بولاند (بالإنجليزية: Eddie Boland)‏ مواليد 27 ديسمبر 1885 في سان فرانسيسكو - الوفاة 3 فبراير 1935 في سانتا مونيكا، هو ممثل أمريكي بدأ مسيرته الفنية سنة 1912. شارك في قرابة 112 فلما غالبا في أدوار كوميدية.

## الأعمال
- قصة بشريين
- كينغ كونغ

## روابط خارجية
- إدي بولاند على موقع IMDb (الإنجليزية)
- إدي بولاند على موقع ألو سيني (الفرنسية)
- إدي بولاند على موقع أول موفي (الإنجليزية)
- إدي بولاند على موقع قاعدة بيانات الأفلام السويدية (السويدية)
- إدي بولاند على موقع قاعدة بيانات الفيلم (الإنجليزية)
- إدي بولاند على موقع كينوبويسك (الروسية)